# 레오 밥티스탕
레오나르두 "레오" 카릴류 밥티스탕(포르투갈어: Leonardo "Leo" Carrilho Baptistão, 1992년 8월 26일 ~)은 브라질의 축구 선수로, 현재 UD 알메리아에서 뛰고 있다. 포지션은 스트라이커이다.